# Неђо Трнинић
Неђо Трнинић (Рамићи, 25. април 1956) je српски политичар и министар саобраћаја и веза Републике Српске.

## Биографија
Рођен је у селу Рамићи, у општини Кључ, а живи у Братунцу. Машински факултет је завршио у Бањалуци. Стални је судски вјештак машинске струке.
Успјешно је управљао је с неколико предузећа, као што су: Фабрика масивног намјештаја Превија у Кључу, Рудник олова и цинка Сасе Сребреница, Фабрика за прераду лаких, обојених и племенитих метала 11. март Сребреница.
Био генерални директор „Фабрике за поцинчавање“ Сребреница, које је од стране Привредне коморе Републике Српске за успјешно пословање, проглашавано за једно од три најуспјешнија предузећа у РС.
Био је одборник у Скупштини општине Братунац, а од 2010. до 2014. године посланик у осмом сазиву Народне скупштине Републике Српске.
Учесник је Одбрамбено-отаџбинског рата Републике Српске.